# Арзан (Франция)
Арза́н или Арзенс (фр. Arzens) — коммуна во Франции, находится в регионе Лангедок — Руссильон. Департамент коммуны — Од. Входит в состав кантона Монреаль. Округ коммуны — Каркасон.
Код INSEE коммуны — 11018.

## Население
Население коммуны на 2008 год составляло 1133 человека.
| 1962 | 1968 | 1975 | 1982 | 1990 | 1999 | 2008 |
| ---- | ---- | ---- | ---- | ---- | ---- | ---- |
| 943  | 966  | 833  | 933  | 971  | 1003 | 1133 |

## Экономика
В 2007 году среди 680 человек в трудоспособном возрасте (15—64 лет) 510 были экономически активными, 170 — неактивными (показатель активности — 75,0 %, в 1999 году было 71,6 %). Из 510 активных работали 469 человек (251 человек и 218 женщин), безработных было 41 (16 мужчин и 25 женщин). Среди 170 неактивных 54 человека были учениками или студентами, 55 — пенсионерами, 61 были неактивными по другим причинам.

## Достопримечательности
- Церковь в романском стиле
- Замок